# Cerkev sv. Valentina, Glinje
Rimskokatoliška župnijska cerkev Glinje se nahaja v istoimenski vasi v mestni občini Borovlje v upravnem okraju Celovec-dežela na avstrijskem južnem Koroškem. Župnijska cerkev, ki je pod patronatom svetega Valentina, pripada dvojezični dekaniji Borovlje v Krški škofiji. 
Cerkev je spomeniško zaščitena stavba. 

## Zgodovina cerkve
Cerkev je bila v dokumentih omenjena leta 1364. Župnija je bila ustanovljena leta 1786.
Gotska cerkev je bila zgrajena okoli leta 1400, pozneje pa močno spremenjena z baročnimi prizidki in razširitvijo ladje.

## Arhitektura
Cerkev je obdana s pokopališčem. Nad severovzhodnim portalom pokopališča so ostanki slike Križanja z dvema svetima škofoma na obeh straneh iz leta 1526.
Zunanjost cerkve sestavljajo ladja, katere zahodno pročelje je bilo zgrajeno leta 1858, in vdolbeni poligonalni kor ter južna kapela in prizidek zakristije. Zahodni stolp ima čebulasto kupolo z laterno iz leta 1753.
Notranjost cerkve ima ladjo z v osnovi gotskimi stenami; sredi 19. stoletja so ladjo podaljšali proti zahodu in jo obokali s štirikapnim kvadratnim sklepnikom; zahodna galerija je obokana z dvema prečnima oglejskima kvadratoma. Okroglo obokan triumfalni lok in okna so bili oblikovani sredi 19. stoletja. Južna kapela s sodčastim sklepnikom s spandreji je odprta v ladjo z okroglim obokom. Rahlo vdolbeni poligonalni kor ima rebrasti sklepnik na okroglih servisih, trakasta okna so bila obnovljena v letih 1970/1971. Zakristija je obokana s sodčastim sklepnikom s spandreli.
V južni steni kora je zakramentalna niša s poznogotskim rožnim oknom in kronsko fresko z arhitekturno poslikavo in križanjem iz sredine 15. stoletja. Nadaljnje poznogotske stenske poslikave najdemo v severovzhodnem obokanem delu kora in na severni steni ladje, na severovzhodni steni kora je procesija treh kraljev in apostolski križi.
Nad vhodom na dvorišče se nahaja naivna poslikava dveh svetnikov, ki jih bomo identificirali kot svetnika  Ciril in Metod

## Notranja oprema
Glavni oltar iz leta 1826 ima v osrednji niši kipe svetega Valentina, svetega Urbana in svetega Ulrika, v osrednjem delu pa Kristusa z globusom ter sveto Katarino in sveto Barbaro.
Orgle so bile obnovljene leta 1996. En zvon je datiran z letnico 1479.
Pomemben je tudi križev pot s slovenskimi napisi.

## Zanimivosti
Jakob Peregrin Paulič, čigar mati je bila iz Glinj, je bil prvi neplemiški škof Krške škofije ter po rodu Koroški Slovenec. Leta 1774 je tu maševal svojo prvo mašo.
Številnim slovenskim rajnim duhovnikom so posvečene spominske in/ali nagrobne plošče.

## Galerija slik
- Spominska plošča posvečena Pauličevi pohodni poti
- skupna plošča rajnim duhovnikom
- Valentin Primožič
- Anton Radovanovič

## Spletne povezave
- župnijska cerkev